# آبان ۱۳۸۸
آبان ۱۳۸۸، هشتمین ماه سال ۱۳۸۸ هجری خورشیدی است.
آغاز آن جمعه، ۱ آذر ۱۳۸۸ برابر با ۲۳ اکتبر ۲۰۰۹ میلادی است.